# Cortébert
Cortébert är en ort och kommun i distriktet Jura bernois i kantonen Bern, Schweiz. Kommunen har 666 invånare (2023).